# Mina, viento de libertad
Mina, viento de libertad és una pel·lícula de drama històric cubano-mexicana del 1977 dirigida per Antxon Ezeiza. Va participar en el 10è Festival Internacional de Cinema de Moscou.

## Sinopsi
El general basc Francisco Espoz e Ilundain, conegut com Espoz y Mina, després de lluitar heroicament en la guerra del francès, és perseguit pel nou règim absolutista de Ferran VII d'Espanya. S'exilia cap a Anglaterra, on coneix el frare liberal Servando Teresa de Mier. Influït per aquest, marxa cap a la Nova Espanya per unir-se als insurgents després de l'execució del guerriller José María Morelos y Pavón. Un cop arribat el 1817, posa els seus coneixements militars a mans de la causa per la independència de Mèxic.

## Repartiment
- José Alonso
- Pedro Armendáriz Jr.
- Héctor Bonilla
- Sergio Corrieri
- Rosaura Revueltas
- Eslinda Núñez
- Fernando Balzaretti
- Roger Cudney - Coronel Young

## Premis
Als XIX edició dels Premis Ariel va rebre el Premi Ariel al millor actor (Pedro Armendáriz Jr.).